# Coupe du monde masculine de volley-ball 1999
Navigation
Coupe du monde 1995 Coupe du monde 2003
La 9e Coupe du monde de volley-ball masculin a eu lieu au Japon du 18 novembre au 2 décembre 1999.

## Formule de compétition
La Coupe du monde de volley-ball 1999 a regroupé 12 équipes. Elle se compose des champions de 5 continents (Asie, Amérique du Nord, Amérique du Sud, Afrique, Europe), des 4 vice-champions, du pays organisateur et de deux équipes invitées ("wild card").
Les matches se sont disputés en Round Robin. Chaque équipe a rencontré les autres (au total, 11 matches par équipe).
Les 3 premières équipes se sont qualifiées pour les jeux olympiques de Sydney.

## Équipes présentes
- Japon : organisateur
- États-Unis : champion d'Amérique du Nord
- Brésil : champion d'Amérique du Sud
- Tunisie : champion d'Afrique
- Chine : champion d'Asie
- Italie : champion d'Europe
- Cuba : vice-champion d'Amérique du Nord
- Argentine : vice-champion d'Amérique du Sud
- Russie : vice-champion d'Europe
- Corée du Sud : vice-champion d'Asie
- Espagne : wild card
- Canada : wild card

## Déroulement de la compétition

### 1ertourdu18au20 novembre 1999
- Tokyo :

- Kagoshima

### 2etourdu22au23 novembre 1999
- Hiroshima :

- Kumamoto :

### 3etourdu26au28 novembre 1999
- Osaka :

- Nagoya :

### 4etourdu30 novembreau2 décembre 1999
- Yoyogi :

- Tokyo, gymnase de Komazawa :

## Classement final
| #  | Équipe       | Pts | J  | G | P  | Pp   | Pc   | Ratio | Sp | Sc | Ratio |
| 1  | Russie       | 20  | 11 | 9 | 2  | 1003 | 859  | 1.168 | 31 | 11 | 2.818 |
| 2  | Cuba         | 19  | 11 | 8 | 3  | 890  | 801  | 1.111 | 26 | 12 | 2.167 |
| 3  | Italie       | 19  | 11 | 8 | 3  | 935  | 834  | 1.121 | 26 | 14 | 1.857 |
| 4  | États-Unis   | 19  | 11 | 8 | 3  | 1053 | 1004 | 1.049 | 28 | 17 | 1.647 |
| 5  | Brésil       | 18  | 11 | 7 | 4  | 958  | 850  | 1.127 | 27 | 15 | 1.8   |
| 6  | Espagne      | 18  | 11 | 7 | 4  | 995  | 974  | 1.022 | 25 | 19 | 1.316 |
| 7  | Corée du Sud | 17  | 11 | 6 | 5  | 873  | 884  | 0.988 | 18 | 21 | 0.857 |
| 8  | Canada       | 16  | 11 | 5 | 6  | 881  | 943  | 0.934 | 17 | 24 | 0.708 |
| 9  | Argentine    | 15  | 11 | 4 | 7  | 910  | 953  | 0.955 | 18 | 23 | 0.783 |
| 10 | Japon        | 14  | 11 | 3 | 8  | 903  | 995  | 0.908 | 16 | 27 | 0.593 |
| 11 | Chine        | 12  | 11 | 1 | 10 | 847  | 977  | 0.867 | 10 | 31 | 0.323 |
| 12 | Tunisie      | 11  | 11 | 0 | 11 | 758  | 932  | 0.813 | 5  | 33 | 0.152 |

- La Russie, Cuba et l'Italie sont qualifiés pour les jeux Olympiques 2000 de Sydney.

## Tableau final
| Place              | Équipe       |
| ------------------ | ------------ |
| Médaille d'or      | Russie       |
| Médaille d'argent  | Cuba         |
| Médaille de bronze | Italie       |
| 4                  | États-Unis   |
| 5                  | Brésil       |
| 6                  | Espagne      |
| 7                  | Corée du Sud |
| 8                  | Canada       |
| 9                  | Argentine    |
| 10                 | Japon        |
| 11                 | Chine        |
| 12                 | Tunisie      |

## Distinctions individuelles
- MVP : Roman Iakovlev  Russie
- Meilleur marqueur : Rafael Pascual  Espagne
- Meilleur attaquant : Roman Iakovlev  Russie
- Meilleur central : Sing-Bong Bang  Corée du Sud
- Meilleur serveur : Osvaldo Hernandez  Cuba
- Meilleur passeur : Lloy Ball  États-Unis
- Meilleur défenseur : Lee Ho  Corée du Sud
- Meilleur réceptionneur : Lee Ho  Corée du Sud